# Entomobora
Entomobora  (лат.) — род дорожных ос (Pompilidae).

## Распространение
Палеарктика. В Европе 7 видов.

## Описание
Охотятся и откладывают яйца на пауков, которых парализуют с помощью жала. Личинки эктопаразитоиды пауков. Основание усиков расположено ближе к наличнику, чем к глазку. Коготки равномерно изогнутые. Вершина средней и задней голеней помимо шпор несёт шипы разной длины. Верх задних бедер с 1-5 предвершинными короткими прижатыми шипиками.

## Классификация
- Entomobora crassitarsis (Costa, 1887)
- Entomobora fuscipennis (Vander Linden, 1827)
- Entomobora itinerator (Lepeletier, 1845)
- Entomobora operculata (Klug, 1834)
- Entomobora plicata (Costa, 1883)
- Entomobora pseudoplicata Wolf, 1961
- Entomobora vomeriventris (Costa, 1881)